# Německo na Letních olympijských hrách 2008
Německo na Letních olympijských hrách v roce 2008 reprezentovala výprava 420 sportovců (237 mužů and 183 žen) v 30 sportech.

## Medailisté
| Medaile | Jméno | Sport                | Soutěž                                 |
| ------- | --- | -------------------- | -------------------------------------- |
| Zlato   | Alexander Grimm | Kanoistika           | K1 slalom muži                         |
| Zlato   | Ole Bischof | Judo                 | Muži 81 kg                             |
| Zlato   | Peter Thomsen Frank Ostholt Hinrich Romeike Ingrid Klimke Andreas Dibowski | Jezdectví            | Jezdecká všestrannost - družstvo       |
| Zlato   | Hinrich Romeike | Jezdectví            | Jezdecká všestrannost - jednotlivci    |
| Zlato   | Benjamin Kleibrink | Šerm                 | Muži fleret                            |
| Zlato   | Britta Heidemannová | Šerm                 | Ženy kord                              |
| Zlato   | Heike Kemmerová Nadine Capellmannová Isabell Werthová | Jezdectví            | Drezura - družstvo                     |
| Zlato   | Britta Steffenová | Plavání              | Ženy 100 m volný způsob                |
| Zlato   | Britta Steffenová | Plavání              | Ženy 50 m volný způsob                 |
| Zlato   | Jan Frodeno | Triatlon             | Muži                                   |
| Zlato   | Matthias Steiner | Vzpírání             | Muži nad 105 kg                        |
| Zlato   | Martin Hollstein Andreas Ihle | Kanoistika           | K2 1000 metrů muži                     |
| Zlato   | Fanny Fischerová Nicole Reinhardtová Katrin Augustinová Conny Waßmuthová | Kanoistika           | K4 500 metrů ženy                      |
| Zlato   | Lena Schöneborn | Moderní pětiboj      | Ženy                                   |
| Zlato   | Sabine Spitzová | Cyklistika           | Ženy cross-country                     |
| Zlato   | Sebastian Biederlack Moritz Fuerste Tobias Hauke Florian Keller Oliver Korn Niklas Meinert Maximillian Mueller Carlos Nevado Max Weinhold Timo Wess Benjamin Wess Tibor Weißenborn Philip Witte Matthias Witthaus Christopher Zeller Philipp Zeller                                 | Pozemní hokej        | Turnaj mužů                            |
| Stříbro | Patrick Hausding Sascha Klein | Skoky do vody        | Muži synchronizované skoky z věže 10 m |
| Stříbro | Mirko Englich | Zápas                | muži, řecko-římský do 96 kg            |
| Stříbro | Ralf Schumann | Sportovní střelba    | Muži 25 metrů rychlopalná pistole      |
| Stříbro | Annekatrin Thieleová Christiane Huthová | Veslování            | Ženy dvojskif                          |
| Stříbro | Roger Kluge | Cyklistika           | Muži bodovací závod                    |
| Stříbro | Oksana Čusovitinová | Sportovní gymnastika | Ženy přeskok                           |
| Stříbro | Timo Boll Dimitrij Ovtcharov Christian Süß | Stolní tenis         | Družstvo mužů                          |
| Stříbro | Isabell Werth | Jezdectví            | Drezura - jednotlivci                  |
| Stříbro | Christian Gille Tomasz Wylenzek | Kanoistika           | C2 1000 metrů muži                     |
| Stříbro | Ronald Rauhe Tim Wieskötter | Kanoistika           | K2 500 metrů muži                      |
| Bronz   | Munkhbayar Dorjsuren | Sportovní střelba    | Ženy 25 metrů sportovní pistole        |
| Bronz   | Christine Brinker | Sportovní střelba    | Ženy sket                              |
| Bronz   | René Enders Maximilian Levy Stefan Nimke | Cyklistika           | Družstvo mužů sprint                   |
| Bronz   | Christian Reitz | Sportovní střelba    | 25 metrů rychlopalná pistole           |
| Bronz   | Britta Oppeltová Manuela Lutzeová Kathrin Boronová Stephanie Schillerová | Veslování            | Ženy párová čtyřka                     |
| Bronz   | Jan Peter Peckolt Hannes Peckolt | Jachting             | Třída 49er                             |
| Bronz   | Ditte Kotzianová Heike Fischerová | Skoky do vody        | Ženy synchronizované skoky z prkna 3 m |
| Bronz   | Fabian Hambüchen | Sportovní gymnastika | Muži hrazda                            |
| Bronz   | Heike Kemmerová | Jezdectví            | Drezura - jednotlivci                  |
| Bronz   | Thomas Lurz | Plavání              | Muži 10 km marathon                    |
| Bronz   | Nadine Angerer Fatmire Bajramaj Saskia Bartusiak Melanie Behringer Linda Bresonik Kerstin Garefrekes Ariane Hingst Ursula Holl Annike Krahn Simone Laudehr Renate Lingor Anja Mittag Célia Okoyino da Mbabi Babett Peter Conny Pohlers Birgit Prinz Sandra Smisek Kerstin Stegemann | Fotbal               | Turnaj žen                             |
| Bronz   | Christina Obergföllová | Atletika             | Ženy hod oštěpem                       |
| Bronz   | Lutz Altepost Norman Bröckl Torsten Eckbrett Björn Goldschmidt | Kanoistika           | K4 1000 metrů muži                     |
| Bronz   | Christian Gille Tomasz Wylenzek | Kanoistika           | C2 500 metrů muži                      |
| Bronz   | Katrin Augustinová | Kanoistika           | K1 500 metrů ženy                      |